# Dominique Perroud
Dominique Perroud (ur. w 1935, zm. ?) – francuski żeglarz, olimpijczyk.
Na regatach rozegranych podczas Letnich Igrzysk Olimpijskich 1956 wystąpił w klasie 5,5 metra zajmując 6. pozycję. Załogę jachtu Gilliatt V tworzyli również Albert Cadot i Jean-Jacques Herbulot.